# Shromáždění německých spolků v České republice
Shromáždění německých spolků v České republice (německy: Landesversammlung der deutschen Vereine in der Tschechischen Republik) je zastřešující organizací německých menšin v České republice se sídlem v Praze. Jednatelem shromáždění je od roku 2011 Martin Dzingel.

## Historie
Shromáždění německých spolků bylo založeno v roce 1991 jako zastřešující instituce pro nově vzniklé kulturní centrum německých menšin v jednotlivých regionech. Shromáždění bylo založeno především proto, aby se svou nápní odlišilo od již existujícího kulturního shromáždění německých menšin, které si v období socialismu Československý stát politicky přivlastnil.

## Činnost
Shromáždění česko-německých spolků usiluje o usnadňování česko-německého porozumění a snaží se o podporu obecného povědomí o německých menšinách v ČR. Publikačním orgánem Shromáždění je měsíčník LandesEcho - německý časopis v České republice. Dalšími úkoly a cíli je práce v oblasti kultury a vzdělávání, sociální a politická činnost, ekonomická podpora a sponzorování center pro česko-německá setkávání. Hlavním bodem je podpora kurzů německého jazyka. Shromáždění česko-německých spolků je zastupujícím orgánem “Základní školy německo-české porozumění” a Gymnázia Thomase Manna v Praze.
Sdružení má v současné době okolo 7000 členů. Je orgánem Vzdělávacího a sociálního díla BUSOW v Opavě a společnosti Bohemia Troppau. Sdružení se člení do 22 spolků na území Čech, Moravy a Slezska.

### Čechy
- Bund der Deutschen - Landschaft Egerland Begegnungszentrum
- Bund der Deutschen, Region Erzgebirge und sein Vorland, Begegnungszentrum Komotau
- Verband der Deutschen in den Regionen Reichenberg, Lausitz-Nordböhmen, e.V., Begegnungszentrum Reichenberg
- Verein der Deutschen in der Region Pilsen
- Verband der Deutschen Region Prag und Mittelböhmen
- Begegnungszentrum Trautenau
- Böhmerwaldverein Krummau
- Haus der tschechisch-deutschen Verständigung, Jablonec
- Bund der Deutschen in Böhmen

### Morava
- Deutscher Kulturverband Region Brünn, Begegnungszentrum Brünn
- Deutscher Sprach- und Kulturverein e.V. Brünn
- Iglauer Regionalkulturverband
- Verband der Deutschen in der CR, Begegnungszentrum Walther Hensel Mährisch Trübau
- Verband der Deutschen Nordmähren und Adlergebirge, Begegnungszentrum Mährisch Schönberg Archivováno 20. 12. 2016 na Wayback Machine.

### Slezsko
- Schlesisch-Deutscher Verein e.V., Opava
- Verein der Deutschen des Teschner Schlesiens, Havířov
- Gemeinschaft schlesisch-deutscher Freunde im Hultschiner Ländchen, Begegnungszentrum Hultschin
- Deutscher Freundeskreis, Begegnungszentrum Deutsch Krawarn
- Schlesisch-Deutscher Verband Jägerndorf
- Schlesisch-Deutscher Verein, Begegnungszentrum Troppau
- Deutscher Freundeskreis Schepankowitz